# 金子与重郎
金子 与重郎（旧字体：金子 與重郞、かねこ よじゅうろう、1901年（明治34年）1月27日 - 1954年（昭和29年）10月9日）は、大正から昭和期の農業経営者、政治家。衆議院議員（3期）。

## 経歴
群馬県勢多郡粕川村大字室沢（現前橋市粕川町室沢）で、金子新作の長男として生まれる。群馬県立勢多農林学校（現群馬県立勢多農林高等学校）を経て、1919年（大正8年）盛岡高等農林学校農学科別科を卒業した。
帰郷して農業を営む。また、県下の産業組合の組織化に尽力し、組合厚生病院を設けて農村の保健衛生の向上に尽くした。群馬蚕糸会社の設立に参画し、蚕糸業の振興を図った。その他、粕川村会議員、粕川信用販売利用組合長、群馬県購買販売利用組合専務理事、同購買販売利用組合連合会総務部長、群馬蚕糸製造監査役などを務めた。
1949年（昭和24年）1月の第24回衆議院議員総選挙に群馬県第1区から無所属で出馬して初当選。1952年（昭和27年）10月の第25回総選挙では改進党公認で出馬して再選され、第26回総選挙でも当選し、衆議院議員に連続3期在任した。この間、国民民主党政調会副会長、改進党政策委員会副委員長、同農林部長などを務めた。議員在任中の1954年10月9日死去、53歳。死没日をもって勲三等瑞宝章追贈、正五位に叙される。

## 伝記
- 故金子与重郎先生顕彰委員会編『金子與重郎』故金子与重郎先生顕彰委員会、1956年。
- 東宮七男『金子与重郎』群馬出版社、1956年。